# Roy Orbison
Roy Kelton Orbison, noto anche con lo pseudonimo di Lefty Wilbury (Vernon, 23 aprile 1936 – Hendersonville, 6 dicembre 1988), è stato un cantautore e chitarrista statunitense.
Considerato uno dei più grandi cantanti nella musica popolare del XX secolo, Orbison era noto con il soprannome "Il Caruso del rock", a causa della sua voce operistica e del timbro caratteristico.
Tra i più popolari artisti di sempre, Orbison è stato inserito nella prestigiosa Rock and Roll Hall of Fame nel 1987 e nella sua carriera ha vinto 5 Grammy Awards. Inoltre la nota rivista Rolling Stone lo ha inserito nella lista dei 100 migliori cantanti della storia.
Egli ha raggiunto due volte la prima posizione nelle classifiche statunitensi e tre volte in quelle britanniche; il suo album più venduto è Mistery Girl (1989) con circa 3 milioni di copie in tutto il mondo mentre il suo singolo di maggior successo è Oh, Pretty Woman che ha venduto oltre 7 milioni di copie.
Solamente negli Stati Uniti, Orbison ha ricevuto sette dischi d'oro e due dischi di platino.
Molte delle sue canzoni sono diventate hit sia negli Stati Uniti che nel resto del mondo, tra le quali Oh, Pretty Woman, You Got It, Crying e In Dreams.

## Biografia

### Carriera solista
Nato da una famiglia di estrazione operaia (il padre Lee "Orbie" Orbison per trovare lavoro si spostò con la famiglia durante gli anni quaranta a Fort Worth nel Texas e poi nel Nuovo Messico), il giovane Orbison dimostrò presto interesse per la musica fondando una band a tredici anni, i "Wink Westerners". Il suo primo successo arrivò nel giugno del 1956 con Ooby Dooby, scritta dai compagni di college e registrata negli studi del produttore Norman Petty a Clovis, nel Nuovo Messico.
Il periodo di maggiore successo della sua carrierà durò fino a circa metà degli anni sessanta, durante il quale, oltre a scrivere ed interpretare i suoi maggiori successi (Only the Lonely, In Dreams, Running Scared che raggiunge la prima posizione nella Billboard Hot 100 nel 1961 e la nona nel Regno Unito e Oh, Pretty Woman del 1964), collaborò con grandi interpreti dell'epoca, partecipando a varie tournée con i Beatles in Europa nel 1963, con i Beach Boys negli Stati Uniti nel 1964 e con i Rolling Stones in Australia nel 1965; strinse rapporti di amicizia soprattutto con John Lennon e George Harrison (quest'ultimo formò negli anni ottanta il gruppo dei Traveling Wilburys insieme, tra gli altri, allo stesso Roy Orbison).
La vita privata di Orbison fu segnata da tragedie durissime. Dapprima sua moglie Claudette, risposata nell'aprile del 1966 dopo il divorzio del novembre 1964, morì in un incidente motociclistico in Texas circa due mesi dopo. Poi, nel 1968, mentre il cantante era in Inghilterra per una serie di concerti, la sua casa di Nashville prese fuoco e tra le fiamme morirono due dei suoi tre figli avuti da Claudette. Queste disgrazie lo segnarono per tutta la sua esistenza. Avrà altri due figli da un secondo matrimonio.
In seguito al mutamento dei gusti musicali negli Stati Uniti, dovuti alle novità stilistiche dei tardi anni sessanta, lo stile triste e melodico di Orbison, con sonorità country, lo fece uscire dalle top ten del suo Paese ma continuò a essere apprezzato all'estero, in particolare in Europa. Orbison negli anni settanta si esibì anche a Las Vegas, come altri nomi illustri. Negli anni ottanta Orbison ritornò alla ribalta grazie ai tributi di artisti di grande notorietà (Bruce Springsteen si ispirò a Only the Lonely di Orbison per scrivere la sua Thunder Road), e grazie alle colonne sonore di film di notevole successo (Pretty Woman di Garry Marshall e Velluto blu di David Lynch).

### Il progetto con i Traveling Wilburys
Gli ultimi anni di vita lo videro protagonista di un progetto musicale assai interessante, con la partecipazione al gruppo dei Traveling Wilburys, di cui fecero parte anche Bob Dylan, George Harrison, Tom Petty e Jeff Lynne. Il gruppo non fu pubblicizzato e gli stessi componenti non svelarono inizialmente le loro identità, spiazzando il pubblico ed ottenendo un interessante successo con il primo album, intitolato Vol. 1, nel 1988.
Di seguito Orbison registrò l'album Mystery Girl in cui comparivano Bono, Mike Campbell, e Jeff Lynne; si tratta di uno dei suoi migliori album, che contiene uno dei suoi maggiori successi, You Got It. Poco dopo il lancio del disco, arrivò la notizia della morte di Orbison, che pregiudicò il futuro dei Traveling Wilburys: incisero solo un secondo album qualche anno dopo, intitolato Vol. 3, con minore successo del primo, prima di sparire dal panorama musicale.

### Morte
Orbison suonò in concerto il 4 dicembre 1988, al Front Row Theater di Highland Heights, in Ohio; concedendo poi un'intervista, l'ultima della sua vita. Tornato a casa dell'anziana madre Nadine, egli accusò forti dolori al petto prima di collassare e morire improvvisamente il 6 dicembre 1988 all'età di 52 anni La causa del decesso è stata ricondotta ad un infarto, Orbison infatti aveva già subito negli anni '70 un intervento a cuore aperto per alcuni problemi cardiocircolatori.

## Vita privata

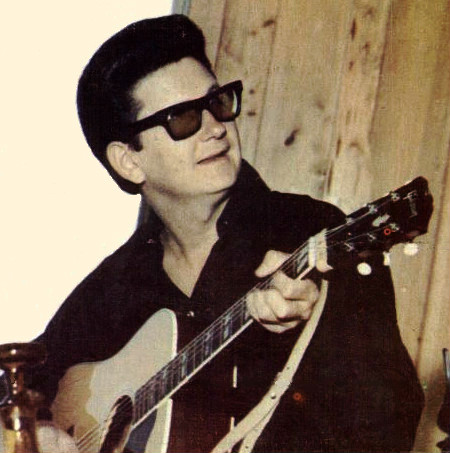
Roy nel 1965

Orbison si è sposato tre volte con due donne diverse.
Roy si è sposato con Claudette Frady nel 1957 per poi divorziare nel 1964. Dopo un anno i due si riconciliarono, ma la loro unione durò solo fino al 1966, quando lei morì in un incidente d'auto. Orbison conobbe poi Barbara che divenne sua moglie nel 1969 fino alla morte di lui.
Dalle relazioni sono nati 5 figli di cui tre con Claudette (due dei quali morti durante un incendio scoppiato nella loro casa) e due con Barbara.
Egli era profondamente religioso e riteneva che la sua voce fosse un dono di Dio.

## Stile musicale

### Come cantautore
La musica di Orbison, come l'uomo stesso, è stata descritta come senza tempo, profonda e deviante dal rock and roll contemporaneo che era al limite dell'eccentrico.
Una peculiarità dello stile di Orbison era la struttura delle sue canzoni, sempre variabile; ciò fece sì che i suoi brani differissero notevolmente gli uni dagli altri. Orbison era noto per la sua capacità unica di scrittura, attraverso la quale, nell'arco di pochi minuti, era in grado di creare un'atmosfera ideale per la storia che trattava.

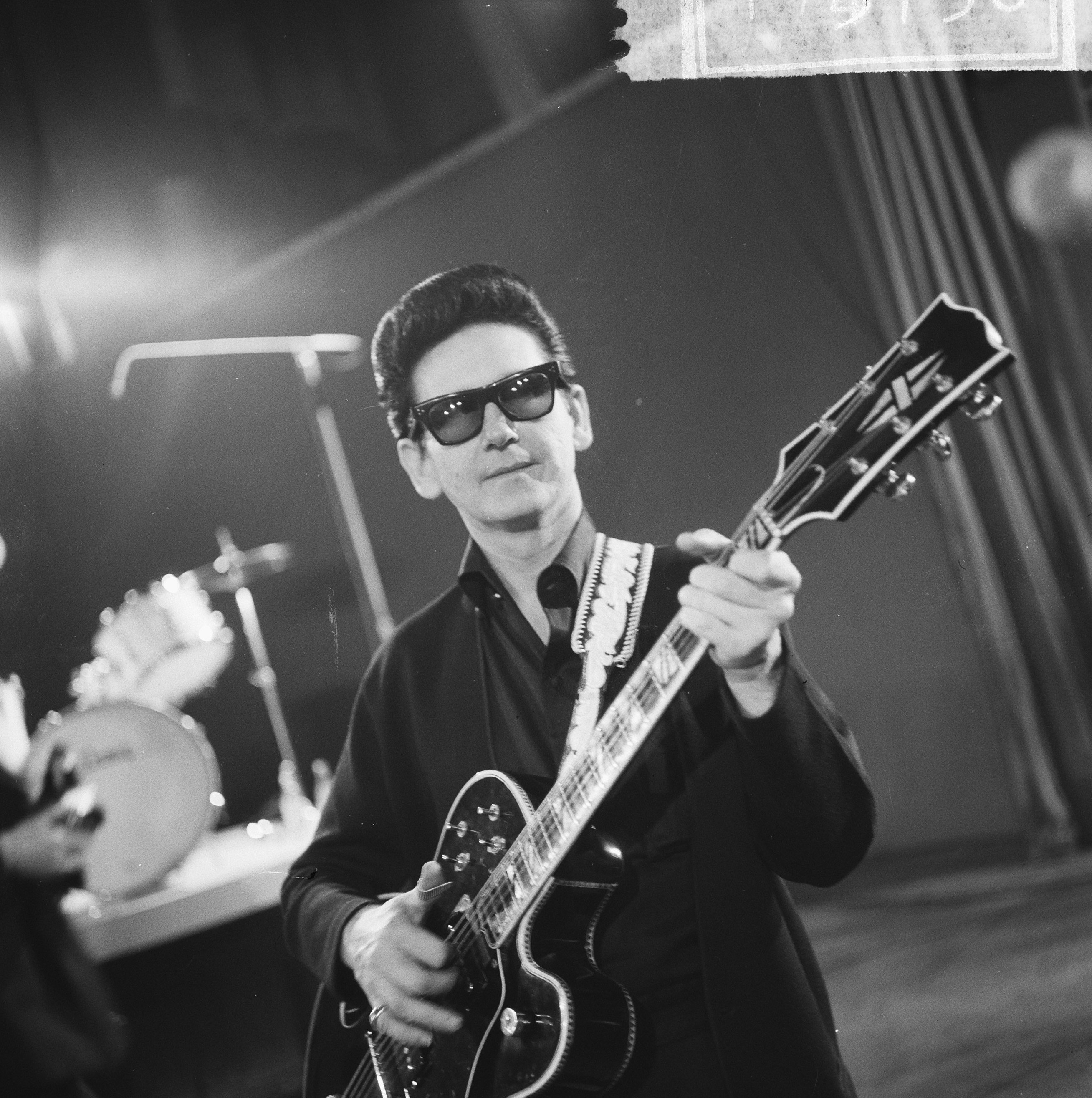
Roy Orbison negli anni '60

### Tematiche
Il critico musicale Dave Marsh, classifica le ballate di Orbison in due categorie: quelle che trattano temi cupi come il dolore e la perdita, e invece quelle che riflettono i sogni umani e le ambizioni. Una terza categoria di canzoni sono i brani rockabilly, scanditi da un ritmo incessante, come avviene in "Mean Woman Blues"; queste canzoni trattano tematiche più semplici, affrontando i suoi sentimenti amorosi.
In concerto, Orbison, metteva le canzoni uptempo tra le ballate in stile più cupo, per evitare che il pubblico rimanesse troppo colpito da tematiche scure.

### Voce
La sua voce, caratteristica e riconoscibile, era spesso ammirata da vari suoi colleghi tra i quali Elvis Presley, Bruce Springsteen, Billy Joel e Carl Perkins. Orbison ha ammesso di non aver utilizzato la sua voce al meglio fino a "Only the Lonely" nel 1960, quando è stata in grado, secondo le sue parole, di permetterne la "fioritura".
La sua voce, che variava tra baritono e tenore, aveva una gamma di circa quattro ottave; era anche dotato di un ottimo falsetto, come si può ascoltare in brani come Crying.
La grave paura del palcoscenico di Orbison è stata particolarmente evidente negli anni '70 e nei primi anni '80. Durante le prime canzoni di un concerto, il vibrato nella sua voce era quasi incontrollabile, ma in seguito divenne più forte e più affidabile. In studio egli invece era perfettamente in grado di gestire il vibrato a suo piacimento.

## Discografia

### Album in studio
- Lonely and Blue (1961)
- Roy Orbison at the Rock House (1961)
- Crying (1962)
- In Dreams (1963)
- Oh, Pretty Woman (1964) - solo al di fuori degli USA
- There Is Only One Roy Orbison (1965)
- The Orbison Way (1966)
- The Classic Roy Orbison (1966)
- Roy Orbison Sings Don Gibson (1967)
- The Fastest Guitar Alive - colonna sonora dell'omonimo film
- Cry Softly Lonely One (1967)
- Roy Orbison's Many Moods (1969)
- Hank Williams the Roy Orbison Way (1970)
- The Big O (1970)
- Roy Orbison Sings (1972)
- Memphis (1972)
- Milestones (1973)
- I'm Still in Love with You (1975)
- Regeneration (1976)
- Laminar Flow (1979)
- In Dreams: The Greatest Hits (1987)
- Mystery Girl (1989)
- King of Hearts (1992)
- One of the Lonely Ones (2015)

## Premi e riconoscimenti
- Il suo nome è stato inserito nella Songwriters Hall of Fame.
- La famosa rivista musicale Rolling Stone l'ha classificato 13º nella lista dei cento migliori cantanti di tutti i tempi.
- È stato inoltre inserito nella Rock and Roll Hall of Fame nel 1987 e nella Rockabilly Music Hall of Fame.
- Ha vinto 5 Grammy Awards, su un totale di 9 nomination.
- Orbison ha una stella sulla Walk of Fame di Hollywood a partire dal 2010.[17]

## Curiosità
Nella serie televisiva statunitense Hazzard (The Dukes of Hazzard) è apparso nell'episodio La grande rapina di Boss esibendosi al "Boar's Nest" per potersi sdebitare di alcune multe elevate dallo sceriffo Rosco P. Coltrane.